# Liste der State-, U.S.- und Interstate-Highways in West Virginia
Dies ist eine Aufstellung von State Routes, U.S. Highways und Interstates im US-Bundesstaat West Virginia, nach Nummern.

## State Routes

### Gegenwärtige Strecken
- West Virginia Route 2
- West Virginia Route 3
- West Virginia Route 4
- West Virginia Route 5
- West Virginia Route 6
- West Virginia Route 7
- West Virginia Route 8
- West Virginia Route 9
- West Virginia Route 10
- West Virginia Route 10 Alternate
- West Virginia Route 12
- West Virginia Route 14
- West Virginia Route 15
- West Virginia Route 16
- West Virginia Route 17
- West Virginia Route 18
- West Virginia Route 20
- West Virginia Route 23
- West Virginia Route 24
- West Virginia Route 25
- West Virginia Route 26
- West Virginia Route 27
- West Virginia Route 27 Alternate
- West Virginia Route 28
- West Virginia Route 29
- West Virginia Route 31
- West Virginia Route 32
- West Virginia Route 34
- West Virginia Route 34 Alternate
- West Virginia Route 36
- West Virginia Route 37
- West Virginia Route 38
- West Virginia Route 39
- West Virginia Route 41
- West Virginia Route 42
- West Virginia Route 43
- West Virginia Route 44
- West Virginia Route 45
- West Virginia Route 46
- West Virginia Route 47
- West Virginia Route 49
- West Virginia Route 51
- West Virginia Route 53
- West Virginia Route 54
- West Virginia Route 55
- West Virginia Route 57
- West Virginia Route 58
- West Virginia Route 59
- West Virginia Route 61
- West Virginia Route 62
- West Virginia Route 63
- West Virginia Route 65
- West Virginia Route 66
- West Virginia Route 67
- West Virginia Route 68
- West Virginia Route 69
- West Virginia Route 71
- West Virginia Route 72
- West Virginia Route 73
- West Virginia Route 74
- West Virginia Route 75
- West Virginia Route 76
- West Virginia Route 80
- West Virginia Route 82
- West Virginia Route 83
- West Virginia Route 84
- West Virginia Route 85
- West Virginia Route 86
- West Virginia Route 87
- West Virginia Route 88
- West Virginia Route 90
- West Virginia Route 92
- West Virginia Route 93
- West Virginia Route 94
- West Virginia Route 95
- West Virginia Route 97
- West Virginia Route 98
- West Virginia Route 99
- West Virginia Route 100
- West Virginia Route 101
- West Virginia Route 102
- West Virginia Route 103
- West Virginia Route 104
- West Virginia Route 105
- West Virginia Route 106
- West Virginia Route 107
- West Virginia Route 112
- West Virginia Route 114
- West Virginia Route 115
- West Virginia Route 122
- West Virginia Route 123
- West Virginia Route 127
- West Virginia Route 129
- West Virginia Route 131
- West Virginia Route 140
- West Virginia Route 150
- West Virginia Route 152
- West Virginia Route 161
- West Virginia Route 180
- West Virginia Route 193
- West Virginia Route 210
- West Virginia Route 211
- West Virginia Route 214
- West Virginia Route 218
- West Virginia Route 230
- West Virginia Route 251
- West Virginia Route 252
- West Virginia Route 259
- West Virginia Route 270
- West Virginia Route 279
- West Virginia Route 305
- West Virginia Route 307
- West Virginia Route 310
- West Virginia Route 311
- West Virginia Route 331
- West Virginia Route 480
- West Virginia Route 501
- West Virginia Route 527
- West Virginia Route 598
- West Virginia Route 601
- West Virginia Route 612
- West Virginia Route 618
- West Virginia Route 622
- West Virginia Route 635
- West Virginia Route 705
- West Virginia Route 807
- West Virginia Route 817
- West Virginia Route 869
- West Virginia Route 891
- West Virginia Route 892
- West Virginia Route 901
- West Virginia Route 956
- West Virginia Route 971
- West Virginia Route 972

### Geplante Strecken
- West Virginia Route 78
- West Virginia Route 125

### Außer Dienst gestellte Strecken
- West Virginia Route 1
- West Virginia Route 3
- West Virginia Route 4
- West Virginia Route 5
- West Virginia Route 6
- West Virginia Route 8
- West Virginia Route 17
- West Virginia Route 19
- West Virginia Route 25 (1920er)
- West Virginia Route 25 (1930er)
- West Virginia Route 29
- West Virginia Route 32
- West Virginia Route 33
- West Virginia Route 50
- West Virginia Route 52
- West Virginia Route 55
- West Virginia Route 56
- West Virginia Route 70
- West Virginia Route 81
- West Virginia Route 88
- West Virginia Route 89
- West Virginia Route 91
- West Virginia Route 93

## Interstate Highways

### Gegenwärtige Strecken
- Interstate 64
- Interstate 68
- Interstate 70
- Interstate 77
- Interstate 79
- Interstate 81
- Interstate 470

### Geplante Strecken
- Interstate 66
- Interstate 73
- Interstate 74

## U.S. Highways

### Gegenwärtige Strecken
- U.S. Highway 11
- U.S. Highway 19
- U.S. Highway 22
- U.S. Highway 30
- U.S. Highway 33
- U.S. Highway 35
- U.S. Highway 40
- U.S. Highway 50
- U.S. Highway 52
- U.S. Highway 60
- U.S. Highway 119
- U.S. Highway 121
- U.S. Highway 219
- U.S. Highway 220
- U.S. Highway 250
- U.S. Highway 340
- U.S. Highway 460
- U.S. Highway 522

### Außer Dienst gestellte Strecke
- U.S. Highway 21